# Ялим (Ачитський міський округ)
Яли́м (рос. Ялым) — присілок у складі Ачитського міського округу Свердловської області.
Населення — 193 особи (2010, 265 у 2002).
Національний склад станом на 2002 рік: росіяни — 96 %.